# Megachile pugnata
Megachile pugnata är en biart som beskrevs av Thomas Say 1837. Megachile pugnata ingår i släktet tapetserarbin, och familjen buksamlarbin. Inga underarter finns listade i Catalogue of Life.